# Olijftak
Een olijftak is in de Europese cultuur een symbool van de vrede. De olijftak staat voor vrede, verzoening en hoop. Het aanbieden van een olijftak is een verzoenend gebaar.
De symboliek is al erg oud, de olijfboom groeit langzaam en heeft rust en tijd nodig om te bloeien. Waar veel olijfbomen groeien is dus kennelijk lange tijd vrede. Waarschijnlijk gebruikten de Grieken daarom de olijftak als symbool van vrede. 
Bij de oude Romeinen was de olijf naast symbool van de vrede ook zinnebeeld van de overwinning in de oorlog. De godin Minerva, gelijkgesteld aan Pallas Athene, was in de Romeinse religie ook beschermvrouwe van de strijd. Wanneer Romeinse soldaten na een overwinning op de vijand thuiskwamen en daar gehuldigd werden kregen zij olijftakken in de armen gedrukt.
Gezanten van buitenlandse mogendheden werden in Rome, wanneer zij vrede kwamen aanbieden, onthaald met olijftakken.

## De olijftak in het christendom
In Genesis wordt beschreven hoe Noach na de zondvloed tweemaal vergeefs een raaf uitzond om te zien of er al ergens droge grond was. De derde keer liet hij een duif los. Dit dier kwam met een olijftakje in de bek terug. De zondvloed was voorbij en Gods toorn was uitgewoed.   
Vanuit dit historische Bijbelse verhaal werd de olijftak, soms als takje in de snavel van een witte duif,  een wijdverbreid symbool van vrede en nieuw leven.